# 图拉吉及加武图-塔南博戈战役
图拉吉及加武图-塔南博戈战役是第二次世界大战太平洋战争中的1942年8月7日-1942年8月9日期间，发生在美国海军陆战队与大日本帝国海军之间的一次登陆战役。此次战役是盟军在开始攻打瓜达尔卡纳尔岛之后爆发的第一场战役。美国海军陆战队士兵在指挥官亚历山大·范德格里夫特的率领下，占领了图拉吉岛、加武图岛和塔南博戈岛上日本海军建造的水上飞机基地。此次登陆遭到了日本海军守备部队的激烈抵抗，守岛日军的人数虽然超过了第一批登陆的美军，但其最终被源源不断的美军增援兵力所击败，几乎全员阵亡。
在图拉吉岛和加武图-塔南博戈岛登陆的同时，同盟国军队也在附近的瓜达尔卡纳尔岛实施了登陆作战，其目的是占领一座由日军建造的机场（亨德森机场）。与此次战役的激烈程度相比，盟军在瓜达尔卡纳尔岛的登陆行动基本上没有遭到日军的任何抵抗。盟军在图拉吉岛和瓜达尔卡纳尔岛的登陆拉开了长达六个月的瓜达尔卡纳尔岛战役，以及日后盟军和日军在所罗门群岛地区的一系列联合兵力战事的序幕。

## 背景
1941年12月7日，日军于夏威夷珍珠港袭击了美国海军太平洋舰队，开始了两国间的战争状态。这次袭击使太平洋舰队大部分战舰陷入瘫痪。日本领导人在战争中的最初目标是为了压制美国舰队，夺取亚洲和太平洋地区丰富的自然资源，建立战略军事基地，保卫日本在亚太地区的势力范围。为了促成这些目标的实现，日本军队相繼发动袭击并控制了菲律宾、泰国、马来亚、新加坡、荷属东印度、威克岛、吉尔伯特群岛、新不列颠群岛和关岛。
在1942年5月的珊瑚海海战和同年6月的中途岛海战中，日本两次试图扩大其在南太平洋和中太平洋的势力范围边界，但均遭到了挫败。盟军以两次战略上的巨大胜利换来了一次主动进攻太平洋某地日本军队的机会。最终盟军选择了所罗门群岛，特别是南所罗门群岛中的瓜达尔卡纳尔岛、图拉吉岛以及佛罗里达群岛作为他们首次主动发起进攻的地点。
作为珊瑚海海战导火索的一部分，日本海军派遣军队占领了图拉吉岛及其附近岛屿。登陆部队为其海军特别陆战队吴镇守府第三中队；他们于5月3日占领了图拉吉，并在图拉吉岛和附近的加武图岛、塔南博戈岛和佛罗里达群岛等每个岛屿上都建造了一座水上飞机基地、一座舰艇补油船坞和一座通信基地，所有的设施都在紧急建成不久后迅速投入使用。7月初，被日军在图拉吉岛的行动所惊醒，盟军注意到日军开始在瓜达尔卡纳尔岛的伦加点附近修建一座大型机场。到8月，日军已经在图拉吉岛及附近岛屿部署了大约900人，而瓜达尔卡纳尔岛则驻扎有多达2800余人（其中大部分是为修建机场而征调的韩国和日本的土木工程专家和建筑工人）。日军希望该机场建成后可为其在拉包尔的主要基地提供前线援护，同时威胁盟军的供应航道和通讯线路，并对其未来可能进攻的斐济、新喀里多尼亚和萨摩亚地区（是为FS作战）构成有效的军事威胁。
盟军进攻南所罗门群岛的计划最初是由美国海军舰队总司令欧内斯特·金上将提出的。他提议尽快发动进攻，打乱日军利用南所罗门群岛作为基地，威胁美国和澳大利亚之间的物资补给线的作战计划；并以此作为盟军整个反击作战的起点，以求占领或摧毁日军在拉包尔的主要基地，同时支援其在新几内亚的作战行动，最终为重新夺回菲律宾开辟道路。时任盟军太平洋战区总司令切斯特·尼米兹上将遂创建了南太平洋战区，并任命美国海军罗伯特·霍姆利中将指挥盟军在所罗门群岛的攻势。